# Le Theil (Allier)
Le Theil ist eine zentralfranzösische Gemeinde mit 388 Einwohnern (Stand: 1. Januar 2022) im Département Allier in der Region Auvergne-Rhône-Alpes. Sie gehört zum Arrondissement Vichy und ist Mitglied im Gemeindeverband Communauté de communes Saint-Pourçain Sioule Limagne. Die Bewohner werden Theillois und Theilloises genannt.

## Geographie
Der Ort Le Theil liegt in der fruchtbaren und waldreichen Kulturlandschaft des Bourbonnais in einer Höhe von etwa 450 m über dem Meer. Die Stadt Moulins befindet sich rund 42 Kilometer Fahrtstrecke südwestlich, der Kurort Vichy liegt etwa 40 Kilometer südöstlich, und die Stadt Clermont-Ferrand befindet sich 92 Kilometer südlich. Zur immer noch landwirtschaftlich orientierten Gemeinde gehören auch mehrere Einzelgehöfte. Das Gemeindegebiet wird vom Flüsschen Gaduet durchquert, das hier auch Bignette genannt wird.

## Geschichte
Zur Geschichte des Ortes ist kaum etwas bekannt; die romanische Kirche mit ihrem spätgotischen Spitzhelm lässt jedoch auf das Vorhandensein eines mittelalterlichen Priorats schließen, welches bereits lange vor der Französischen Revolution aufgelöst wurde.

### Bevölkerungsentwicklung
Im 19. Jahrhundert stieg die Zahl der Einwohner von etwa 1000 auf zwischenzeitlich über 1250 Personen an; aufgrund der Reblauskrise im Weinbau und der Mechanisierung der Landwirtschaft sank die Einwohnerzahl der Gemeinde danach kontinuierlich bis auf die Tiefststände der letzten Jahrzehnte ab.
| Jahr      | 1962 | 1968 | 1975 | 1982 | 1990 | 1999 | 2006 | 2012 | 2019 |
| Einwohner | 695  | 679  | 590  | 503  | 456  | 413  | 393  | 405  | 391  |

## Sehenswürdigkeiten
- Die ehemalige Prioratskirche und heutige Pfarrkirche Saint-Martin entstand wahrscheinlich schon im ausgehenden 11. Jahrhundert; die alten Ostteile wurden im 12. Jahrhundert abgerissen und durch einen dreiapsidialen Querhaus- und Chorbereich ersetzt. Der steil aufragende steinerne Spitzhelm (flèche) des über eine Außentreppe zugänglichen Vierungsturms gehört ins 14. Jahrhundert. Die Kirche verfügt über zwei Eingangsportale – ein einfaches im Westen und ein reicher gestaltetes auf der Südseite. Das dreischiffige Innere der Kirche besteht aus einem nur etwa dreieinhalb Meter breiten tonnengewölbten Mittelschiff und zwei noch schmaleren Seitenschiffen mit Vierteltonnengewölben. Der Kirchenbau ist bereits seit dem Jahr 1927 als Monument historique anerkannt.[2]
- Das aus einem Wohntrakt (corps de logis) mit einem seitlich anschließenden Treppenturm bestehende Haupthaus des Château de Fontariol (46° 22′ 1″ N, 3° 6′ 56″ O) entstand im 15. Jahrhundert und gehörte einer Landadelsfamilie; es ist umgeben von mehreren Wirtschaftsgebäuden aus späterer Zeit. Das Gutsherrenschlösschen (manoir) befindet sich in Privatbesitz und ist seit dem Jahr 2010 als Monument historique eingestuft.[3]
- Das weitgehend aus dem 15. Jahrhundert stammende Château du Max dient heute in Teilen als stilvoll eingerichtetes Landhotel.

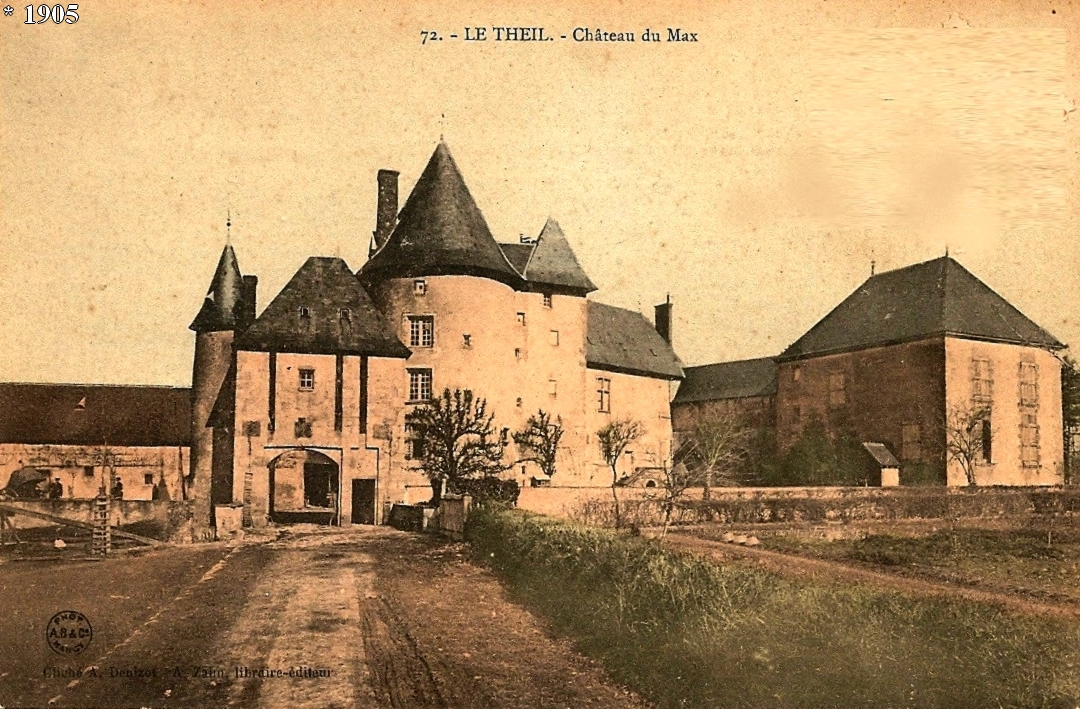
Château du Max

## Wirtschaft
Jahrhundertelang lebten die Einwohner von Le Theil als Selbstversorger von der Landwirtschaft, zu der auch der Weinbau gehörte; hinzu kamen regionaler Kleinhandel und Handwerk. Während der Reblauskrise gegen Ende des 19. Jahrhunderts kam der Weinbau zeitweilig völlig zum Erliegen, doch werden mittlerweile wieder Rot-, Rosé- und Weißweine produziert, die über die Appellation ‚Val de Loire‘ vermarktet werden. Einige der leerstehenden Häuser des Ortes wurden zu Ferienwohnungen (gîtes) umgebaut.